# Ignace Moussa I Daoud
Ignace Moussa I Daoud (Syrisch: ܐܝܓܢܐܛܝܘܣ ܡܘܫܐ ܩܕܡܝܐ ܕܐܘܕ) (Meskaneh, Syrië, 18 september 1930 - Rome, 7 april 2012), geboren als Basile Moses Daoud, was een Syrisch geestelijke en patriarch van de Syrisch-Katholieke Kerk en een kardinaal van de Katholieke Kerk.
Daoud bezocht het seminarie St. Benedictus in Jeruzalem en het seminarie van Charfet in Libanon. Hij behaalde een graad in het canoniek recht aan de Pauselijke Lateraanse Universiteit in Rome. Hij werd in 1954 priester gewijd, waarna hij nog enige tijd verder studeerde. Van 1965 tot 1970 was hij secretaris van de Syrisch-katholieke Patriarch van Antiochië. In 1972 werd hij vicaris-generaal van de Syrisch-Katholieke Kerk.
In 1977 werd Daoud benoemd tot Syrisch-katholiek bisschop van Caïro. In 1994 werd hij bisschop van Homs, Hama en Nabk. In 1998 volgde zijn verkiezing tot patriarch van Antiochië, wat hij bleef tot 2001. Tijdens zijn emeritaat voerde hij de titel patriarch ad personam.
Paus Johannes Paulus II benoemde Daoud in 2000 tot prefect van de Congregatie voor de oosterse Kerken. Hij werd tijdens het consistorie van 21 februari 2001 kardinaal gecreëerd. Hij kreeg - zoals gebruikelijk voor oosters-katholieke patriarchen, als gevolg van het motu proprio Ad purpuratorum patrum collegium - de rang van kardinaal-bisschop zonder toekenning van een suburbicair bisdom.
Daoud nam deel aan het conclaaf van 2005 dat leidde tot de verkiezing van paus Benedictus XVI. Deze aanvaardde in 2007 Daouds ontslag dat hij op grond van zijn leeftijd had gevraagd.
- Bibliothèque nationale de France: cb150564651 (data)
- Gemeinsame Normdatei: 133946002
- International Standard Name Identifier: 0000 0001 1493 5665
- Library of Congress Control Number: nb2006019953
- Nederlandse Thesaurus van Auteursnamen: 275899489
- Système universitaire de documentation: 08616757X
- Virtual International Authority File: 73376885
- WorldCat: E39PBJk94FtrgVhYJDKJT3BMfq